# La sombra del testigo
La sombra del testigo (título original en inglés: Someone to Watch Over Me) es una película de suspenso de 1987 dirigida por Ridley Scott y protagonizada por Tom Berenger y Mimi Rogers.

## Argumento
En Queens, Mike Keegan celebra con su esposa, hijo y amigos su reciente ascenso a detective en la policía de New York. Al mismo tiempo, en un lujoso club, la mujer de alta sociedad Claire Gregory es testigo del asesinato del dueño del lugar, cometido por el mafioso Joey Venza. A Mike se le asigna la protección de Claire por las noches en su apartamento de Manhattan. Cuando el mafioso la amenaza, el contacto entre Mike y Claire se hace más cercano, creándole al detective un conflicto entre su pasión por ella y el amor a su familia.

## Reparto
| Actor             | Personaje             |
| ----------------- | --------------------- |
| Tom Berenger      | Detective Mike Keegan |
| Mimi Rogers       | Claire Gregory        |
| Lorraine Bracco   | Ellie Keegan          |
| Jerry Orbach      | Teniente Garber       |
| John Rubinstein   | Neil Steinhart        |
| Andreas Katsulas  | Joey Venza            |
| Tony DiBenedetto  | T.J.                  |
| James E. Moriarty | Koontz                |
| Mark Moses        | Win Hockings          |
| Daniel Hugh Kelly | Scotty                |
| Harley Cross      | Tommy Keegan          |
| Joanne Baron      | Helen Greening        |